# 胡六点
胡六点是由中共中央总书记胡锦涛提出的两岸关系政策，因其大体包含六点内容，故称“胡六点”。

## 背景
2008年12月31日，中共中央总书记、国家主席胡锦涛藉北京纪念《告台湾同胞书》发表三十周年座谈会的机会，发表了《携手推动两岸关系和平发展，同心实现中华民族伟大复兴》的公开讲话，提出了六点对台政策方针，被视为两岸关系进入和平发展时期后中共对台政策的新纲领。
2009年1月1日，《人民日报》以《携手推动两岸关系和平发展 同心实现中华民族伟大复兴——在纪念〈告台湾同胞书〉发表30周年座谈会上的讲话》为名刊登在第2版。

## 内容
- 2009年1月1日，《人民日报》全文中提及的六点[2]：

1. 恪守一个中国，增进政治互信；
2. 推进经济合作，促进共同发展；
3. 弘扬中华文化，加强精神纽带；
4. 加强人员往来，扩大各界交流；
5. 维护国家主权，协商对外事务；
6. 结束敌对状态，达成和平协议[a]。